# Середа, Вячеслав Тимофеевич
Вячесла́в Тимофе́евич Середа́ (венг. Szereda Vjacseszlav; 26 марта 1951, Нижний Тагил, Свердловская область — 25 июля 2024, Амстердам) — советский и российский филолог-унгарист, литературовед, переводчик с венгерского.

## Биография
Окончил кафедру финно-угорской филологии филфака ЛГУ в 1974. С 1977 по 2013 год работал в Институте славяноведения РАН. В этот период сотрудничал как переводчик с издательствами «Художественная литература» и «Радуга». Автор венгерских глав в «Истории литератур Восточной Европы после Второй мировой войны» (II том совместно с Ю. П. Гусевым). С 1993 по 1998 занимался исследованиями архивных документов, связанных с венгерским восстанием 1956 года. Один из составителей сборника документов «Советский Союз и венгерский кризис 1956 года».
В 2000-х возобновил активную переводческую деятельность. В его переводах вышли классики венгерской литературы XX века: Петер Эстерхази, Петер Надаш, Ласло Краснахоркаи. С 2008 жил в Амстердаме. Лауреат премий журнала «Иностранная литература» «Инолит» (2003) и «Иллюминатор» (2008), премии Гильдии «Мастера литературного перевода» за лучшие переводы произведений иностранной литературы на русский язык, опубликованные в 2015 году, венгерской переводческой премии Милана Фюшта (2023). Почётный член венгерской Академии литературы и искусств им. Сечени.
Умер 25 июля 2024 года после долгой борьбы с тяжёлой болезнью в возрасте 73 лет.

## Избранная библиография

### Как переводчик
- Петер Эстерхази, «Записки синего чулка и другие тексты». М, НЛО. 2003. ISBN 5-86793-120-X
- Петер Зилахи, «Последний окножираф». М, НЛО, 2005. ISBN 5-86793-341-5
- Петер Эстерхази, Harmonia caelestis. М, НЛО. 2008. ISBN 978-5-86793-577-1
- Петер Эстерхази, «Исправленное издание. Приложение к роману Harmonia caelestis». М, НЛО. 2008. ISBN 978-5-86793-640-2
- Лайош Грендел, «Тесей и чёрная вдова». М, «МИК», 2011. ISBN 978-5-87902-216-2
- Петер Надаш, «Книга воспоминаний». Тверь, Kolonna Publications, 2014. ISBN 978-5-98144-194-3
- Петер Гардош. Предрассветная лихорадка. М.: Corpus, 2016. ISBN 978-5-17-093383-9
- Ласло Краснахоркаи, «Сатанинское танго». М, Corpus, 2017. ISBN 978-5-17-099901-9
- Дёрдь Шпиро, «Дьяволина Горького». М, Corpus, 2018. ISBN 978-5-17-110097-1
- Иштван Орос, «Шахматы на острове: Повесть о партии». М., «Три квадрата», 2018. ISBN 978-5-94607-223-6
- Адам Надашди, «Толстокожая мимоза: Быть счастливым — или нормальным?». СПб, «Издательство Ивана Лимбаха», 2018. ISBN 978-5-89059-311-5
- Геза Сёч, «Небесное и земное. Проза. Драматургия». М., «Три квадрата», 2019. ISBN 978-5-94607-245-8.
- Ласло Краснахоркаи, «Меланхолия сопротивления». М, Corpus, 2019. ISBN 978-5-17-112572-1.
- Петер Надаш, «Путешествие вокруг дикой груши». СПб, «Издательство Ивана Лимбаха», 2021. ISBN 978-5-89059-442-6.
- Ференц Шанта, «Пятая печать». М., «Синдбад», 2023.

### Как переводчик и составитель
- Андор Эндре Геллери, «Новеллы». М, «Художественная литература», 1986.
- Тибор Дери, «Избранное». М., «Художественная литература», 1983.
- Петер Надаш, «Тренинги свободы». М., «Три квадрата», 2004.
- Имре Кертес, «Язык в изгнании». М., «Три квадрата», 2004. ISBN 5-94607-045-7
- Атилла Йожеф, «На ветке пустоты». М., «Три квадрата», 2005. ISBN 978-5-94607-054-1.
- «Венгры и Европа». М., НЛО, 2002. ISBN 5-86793-192-7
- Петер Надаш, «Золотая Адель. Эссе об искусстве». СПб, «Издательство Ивана Лимбаха», 2023. ISBN 978-5-89059-524-9